# Жук Віра Никанорівна
Жу́к Ві́ра Никано́рівна (нар. 12 квітня 1928, Кривуші — пом. 3 листопада 2008) — відомий український вчений-історик, краєзнавець, професор, кандидат історичних наук, заслужений працівник культури України.

## Біографія
Жук Віра Никанорівна народилася 12 квітня 1928 року в селі Кривуші Кременчуцького району Полтавської області.
У 1950 році Віра Никанорівна вступила на історичний факультет (історико-архівний відділ) Київського державного університету імені Т. Г. Шевченка.
У 1955 році закінчила його з відзнакою і була направлена на роботу в Полтавський обласний державний архів (нині — Державний архів Полтавської області), де пропрацювала до 1978 року на різних посадах, спочатку — наукового і старшого наукового співробітника, потім — начальника відділу використання і публікації документів.
В 1978 перейшла працювати в Полтавський національний педагогічний університет імені Володимира Короленка. Спочатку на посаду асистента, потім — викладача, старшого викладача, доцента кафедри історії СРСР і УРСР.

## Науковий доробок
Віри Никанорівна займалася дослідженням проблем історії України, краєзнавства, архівної справи, допоміжних історичних дисциплін та багатьох інших. У 70-х роках XX століття вона зацікавилася питаннями українсько-болгарських зв'язків та впродовж багатьох років глибоко і скрупульозно досліджувала стародавні болгарські літописи.
У травні 1977 року Віра Никанорівна Жук захистила кандидатську дисертацію в Інституті історії Академії наук Української РСР на тему «Громадськість України в російсько-болгарських відносинах у 60-70-і роки XIX ст.».
Віра Никанорівна написала більше 800 наукових робіт (статей, монографій, методичних посібників та ін.), зокрема, «Із сивої давнини. Нариси з історії України та Полтавщини (VII ст. до н. е. — XVI ст. н. е.)», «Полтава. Історичний нарис». Останньою виданою працею Жук Віри Никанорівни став «Новий погляд на історію Полтавщини й України (За давньобулгарськими літописами)».

## Вшанування пам'яті
На честь Віри Жук названо вулицю в Полтаві.